# 韶州之战
韶州之战，发生于开宝三年（公元970年）十二月，是宋灭南汉之战中的重要一役，由于南汉大将潘崇彻并无抵抗之意，此役可谓彻底击溃了南汉剩余的主力部队，此后南汉所有的抵抗都不再对宋军构成威胁。

## 战役背景
开宝三年九月，宋太祖赵匡胤派潘美、尹崇珂、王继勋等率军南下伐南汉，连克富州、贺州等州。而此时南汉国内由于君主刘鋹以前的将领大多因谗言被杀，手握兵权的只剩下了几个宦官。在南汉仅剩的几员大将中，伍彦柔于贺州一战中战败被杀；潘崇彻由于常年得不到重用，心怀不满，领兵之后直接拥兵自保；继续抵抗的也只剩下了都统李承渥和大将植廷晓。面对完全不利的战局，南汉君主刘鋹竟然说道：“昭州、桂州、连州、贺州，本来就是湖南的地方，宋军攻下来了就会满足了，不会继续南侵了。”完全无视当前的情况。

## 战役准备

### 北宋
攻下昭州和桂州之后，潘美率军继续南进，向韶州城下进发。

### 南汉
李承渥率领十余万兵力屯于韶州城外蓬华峰下，训练象作为战斗工具，每头象上都搭载数十人，每人均手持兵器，并且把象列于阵前，从而鼓舞士气。

## 战役经过
潘美部与李承渥部相遇，李承渥排出自己之前训练好的阵型，潘美调出军中所有的弩瞄准象群发射，大象受惊后掉头衝向李承渥部，上面搭载的士兵全部跌落，其余步兵也全部被象群衝散，宋军趁势发动攻击，大败南汉军，李承渥孤身逃脱。潘美率军趁势袭取韶州，俘获南汉韶州刺史辛延渥以及谏议大夫邹文远。

## 战役影响
此役北宋消灭了南汉最后的精锐部队，基本扫清了平定岭南的道路。在此之后，潘崇彻在北宋大军尚未抵达城下时直接选择投降；而南汉君主刘鋹在手中无人可用的情况下，错用了没有能力的郭崇岳，加速了南汉在马迳之战中的失败。